# Universal Subscriber Identity Module
USIM est un sigle qui signifie en anglais, Universal Subscriber Identity Module.
Par abus de langage on dit qu'il s’agit d’une carte à puce, version améliorée de la carte SIM, dédiée à la téléphonie 3G. Il s'agit aussi d'une application stockée et exécutée sur une plateforme de type UICC (pour Universal Integrated Circuit Card) telle que principalement définie par les spécifications ETSI TS 102 221 (application SIM), 3GPP TS 31.102 (application USIM) et TS 21.111 (carte USIM).
Cette application est conçue pour permettre l'authentification de l'abonné (appelé user equipment dans les normes 3G et 4G) lors d'une connexion à un réseau UMTS ou LTE, en utilisant le numéro IMSI stocké dans la carte qui permet une identification univoque de l'abonné et de son opérateur mobile. Elle comporte un ensemble d'évolutions permettant de prendre en compte les nouveautés des réseaux 3G et 4G spécifiés par le 3GPP. Elle apporte également des fonctionnalités supplémentaires au bénéfice seul de l'utilisateur (répertoire amélioré notamment).
Cette application étant plus récente que la SIM (2G), elle est très souvent livrée sur une UICC plus récente et est donc associée aux bénéfices suivants :
- une mémoire plus importante (elle permet de stocker au-delà de 250 contacts, mobile, fixe ou courriel) ;
- une meilleure gestion de l’identité du client ;
- un nouveau dispositif d’authentification (algorithme d'authentification « EAP-SIM »).

## Format
L'application USIM peut-être déployée sur toute carte SIM ayant les ressources matérielles nécessaires (taille mémoire), quel qu'en soit le format physique. On trouve pour le marché traditionnel l'USIM sur une carte au format Plug-in (officiellement ID-000) ou Micro-SIM (officiellement Mini-UICC) ou plus récemment (2012) Nano-SIM. Avec l'éclosion du marché Machine-to-Machine (M2M), on a aussi vu la définition de nouveaux formats comme le MFF1 et le MFF2 (pour M2M Form Factor 1 ou 2) destinés à l'intégration dans des boîtiers de télémétrie, des automates ou plus généralement dans un milieu industriel « hostile ». L'application USIM se trouve naturellement supportée par ces formats, de même que la capacité d'un ordinateur à faire tourner un système d'exploitation donné ne dépend pas de la forme de son boîtier.